# Iclingues

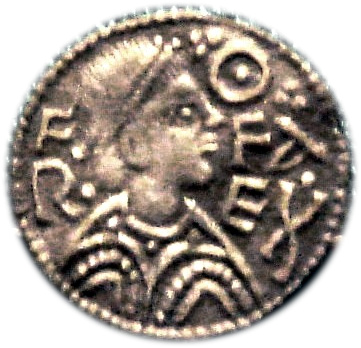
Penic de plata amb l'efígie del rei Offa de Mèrcia, el més important de la dinastia dels Iclingues.

Els Iclingues (també dits Iclings o Casal d'Icel) van ser una dinastia de reis de Mèrcia que va governar durant els segles vii i viii. El nom ve d'Icel (o Icil), besnet d'Offa d'Angeln, un llegendari líder que va conduir tribus d'angles en la seva migració cap al sud de l'illa de la Gran Bretanya, el qual, segons les genealogies anglosaxones, era descendent de Wodan.
Els Iclingues van assolir el cim del poder durant el regnat d'Offa de Mercia (r. 757–796), que va aconseguir l'hegemonia sobre els altres estats anglosaxons i es va proclamar rei dels anglesos, però aquesta dinastia va perdre el control sobre Mèrcia poc després de la seva mort. Penda, rei de Mèrcia vers el 626, que és el primer rei esmentat en la llista de la col·lecció ànglia, i que també va ser el darrer rei pagà de Mèrcia, va pertànyer a una dinastia que va proporcionar almenys onze monarques al tron d'aquell regne. Hi ha quatre monarques als quals se'ls atribueix ser descendents directes de Penda en llistes de genealogies posteriors, però que actualment es creu que són descendents dels Iclingues per via de la germana de Penda.
El mateix Icel és d'historicitat debatuda; segons Nicholas Brooks, si fos un personatge real hauria viscut entre el 450 i el 525 i seria el fundador de la dinastia, ja que seria el primer de la seva nissaga que hagués habitat a la Gran Bretanya. Malgrat els lligams que s'ha dit que els Icelingues tenien amb herois mítics de l'Anglia continental i amb el déu de la guerra Wodan, Brooks suggereix que els Icelingas eren, abans de l'arribada al poder de Penda, ni més ni menys reials que els altres líders tribals que habitaven els Midlands, els pobles que consten en la Tribal Hidage, dels quals se'n diu que ocupaven entre 300 i 600 hides de terra. Els ancestres d'Icel, segons la tradició, eren: Icel fill d'Eomer, fill d'Angeltheow, fill d'Offa, fill de Wermund, fill de Wihtlæg, net o besnet de Wodan. En aquesta tradició, Icel seria el líder dels angles que van emigrar cap a la Gran Bretanya. Icel queda, doncs, separat de la fundació de Mèrcia per tres generacions: el fill d'Icel va ser Cnebba, pare de Cynewald, pare de Creoda, primer rei de Mèrcia.
Mateu de París, en la informació sobre l'any 527 diu: «...els pagans van venir de Germània i van ocupar l'Ànglia de l'Est… alguns dels quals van envair Mèrcia i van lluitar moltes batalles contra els britans…» Aquesta dada, però, hauria d'estar situada en l'any 515. La Vita Sancti Guthlaci diu que Guthlac de Crowland va ser fill de Penwalh, un merci que podria traçar els seus ancestres fins a Icel.
Hi ha diversos topònims a Anglaterra que podrien derivar de la paraula Icel o Iclinga, per exemple: Icklingham, Ickleford, Ickleton i Ixworth. Norman Scarfe ha observat que un camí antic anomenat Icknield Way s'escrivia en temps remots Icenhylte weg i també Icenhilde weg, per la qual cosa creu que hi ha alguna mena de relació entre Icklingham i els icens, però Peter Warner ha expressat dubtes sobre aquesta identificació.

## Llista de reis
La següent llista són els reis de la dinastia Iclinga d'historicitat certa.Creoda de Mèrcia és d'historicitat dubtosa i, en cas de considerar-lo històric el seu regnat correspondria als darrers anys del segle vi. Cearl de Mèrcia que va governar a començaments del segle VII probablement no va ser un Iclinga.
| nom       | regnat     | dades biogràfiques | mort                        |
| --------- | ---------- | --- | --------------------------- |
| Penda     | c.626–655  | Fill de Pybba. Va situar Mèrcia en un estatus hegemònic sobre els regnes anglosaxons. Darrer monarca pagà de Mèrcia. Mort en batalla contra Oswiu de Northúmbria.               | 15 de novembre del 655      |
| Eowa      | c. 635–642 | Fill de Pybba. Cogovernant. Mort en batalla. | 5 d'agost del 642           |
| Peada     | c.653–656  | Fil de Penda. Cogovernant als sud-est dels Midlands. Assassinat. | 17 d'abril del 656          |
| Wulfhere  | 658–675    | Fill de Penda. Va tornar a establir el domini de Mèrcia a Anglaterra. Primer rei cristià de Mèrcia.                                                                             | 675                         |
| Æthelred  | 675–704    | Fill de Penda. Va abdicar i es va retirar a un monestir a Bardney. | 716                         |
| Coenred   | 704–709    | Fill de Wulfhere. Va abdicar i es va retirar a Roma. | ?                           |
| Ceolred   | 709–716    | Fill d'Æthelred. Va morir probablement enverinat. | 716                         |
| Ceolwald  | 716        | Probablement fill d'Æthelred, però també podria no haver existit. | 716                         |
| Æthelbald | 716–757    | Net d'Eowa. Es va proclamar rei de Bretanya el 736. Mort pels seus guàrdies personals.                                                                                          | 757                         |
| Offa      | 757–796    | Besnet d'Eowa. El més poderós dels reis de Mèrcia, es va proclamar rei dels anglesos el 774. Se li va atribuir la construcció del mur d'Offa, i va introduir el penic de plata. | 26 o 29 de juliol del 796   |
| Ecgfrith  |            | Fill d'Offa. Cogovernant, va morir sobtadament pocs mesos després del seu pare.                                                                                                 | 14 o 17 de desembre del 796 |